# سيف الأمازون قلبي الأوراق
سيف الأمازون قلبي الأوراق أو سيف الأمازون المتجذر (الاسم العلمي:Echinodorus cordifolius) هو نوع من النباتات يتبع جنس سيف الأمازون من الفصيلة المزمارية. أوراقة طويلة إلى حد ما وتأخذ شكل القلب ويحتاج إضاءة متوسطة وماء يسر.

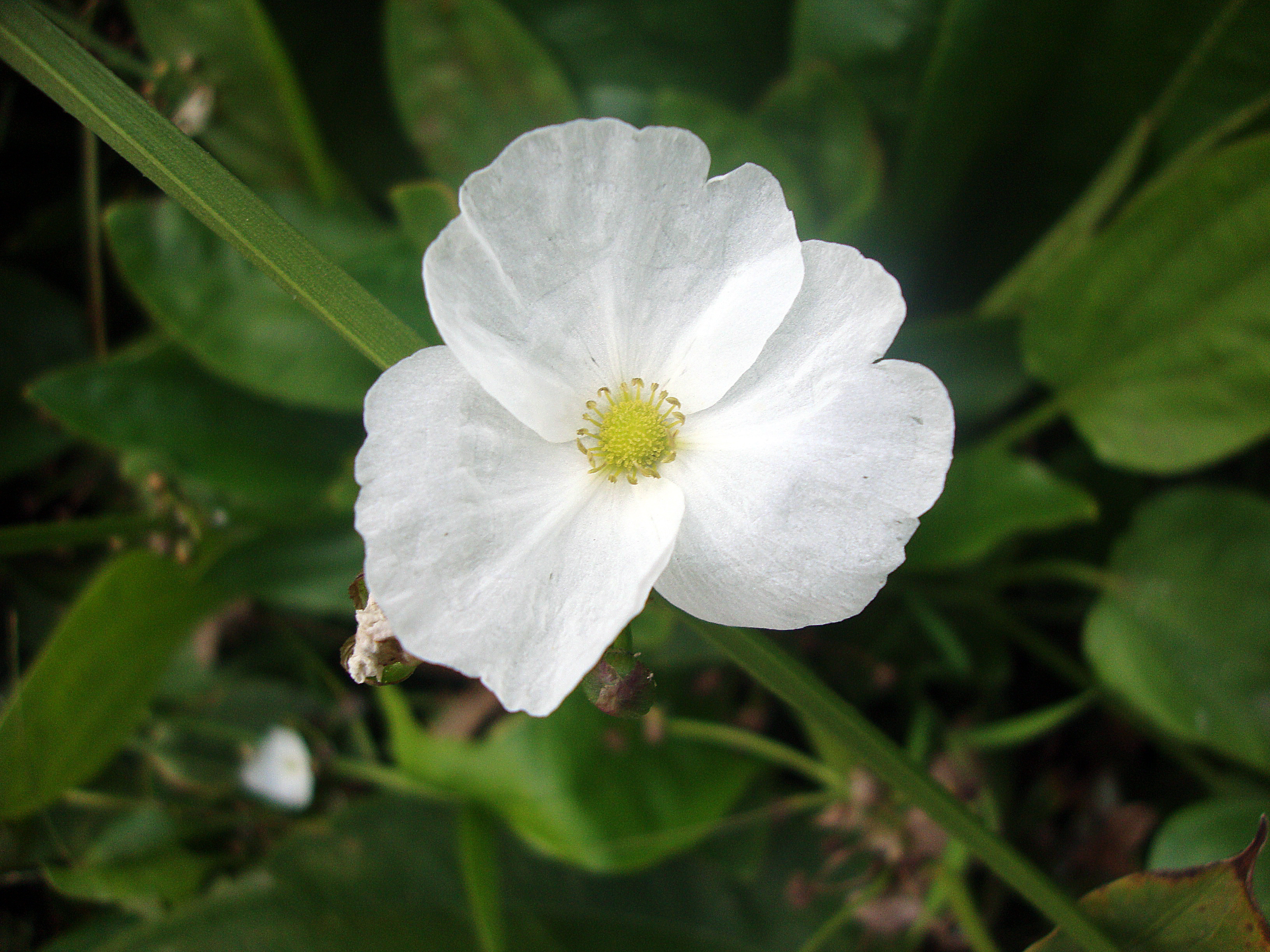
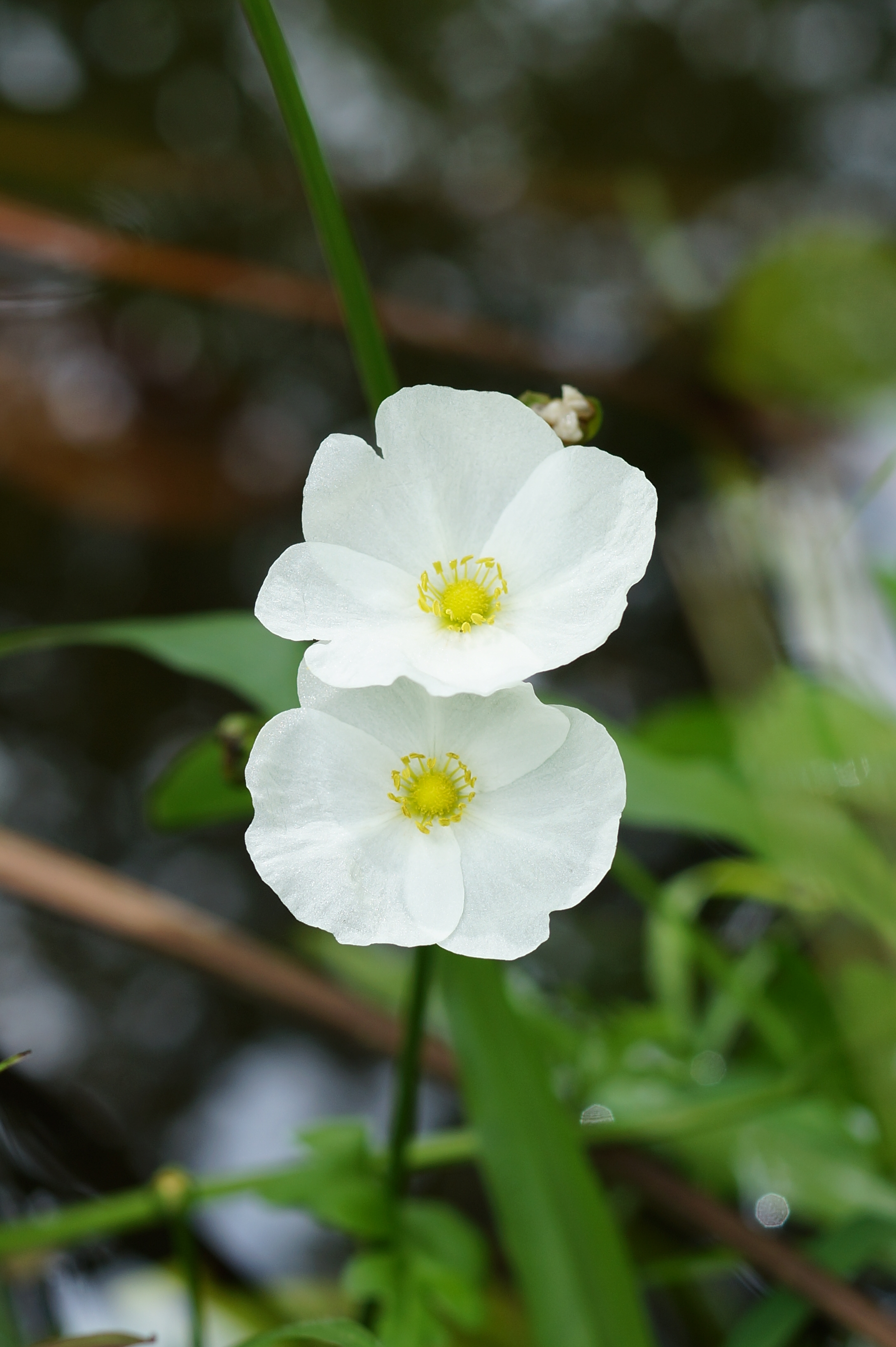
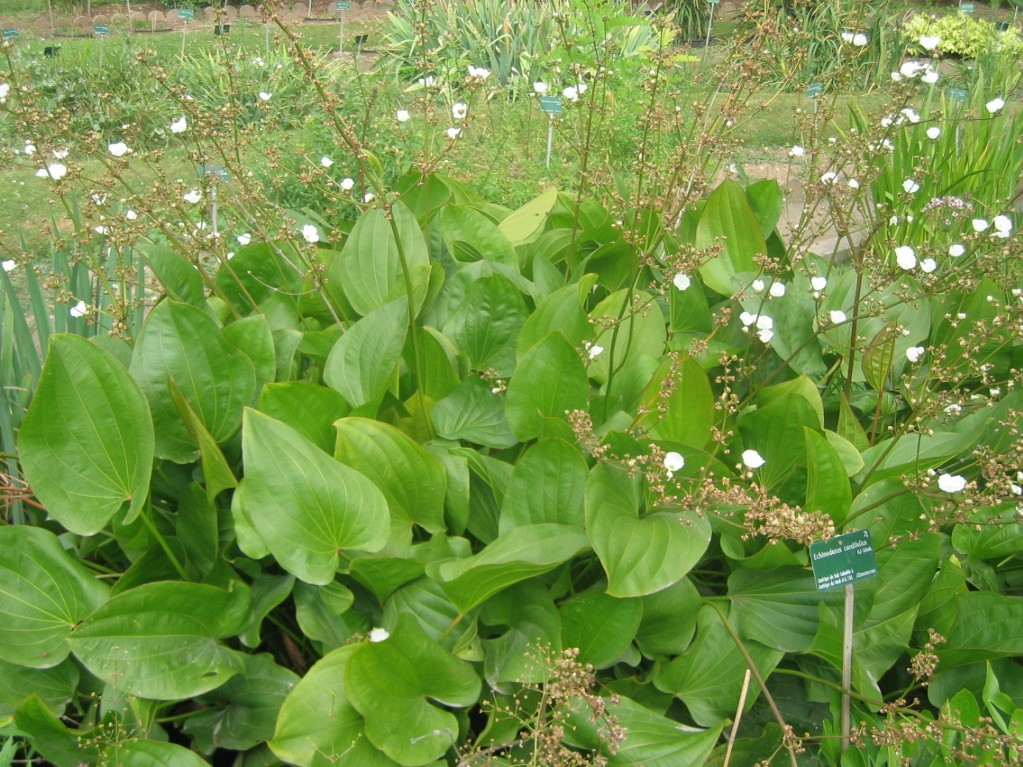